# Pithomyces graminicola
Pithomyces graminicola är en svampart som beskrevs av R.Y. Roy & B. Rai 1968. Pithomyces graminicola ingår i släktet Pithomyces och familjen Pleosporaceae.   Inga underarter finns listade i Catalogue of Life.